# Campanula nuristanica
Campanula nuristanica là loài thực vật có hoa trong họ Hoa chuông. Loài này được Rech.f. & Schiman-Czeika mô tả khoa học đầu tiên năm 1965.